# Landesmuseum Jonava

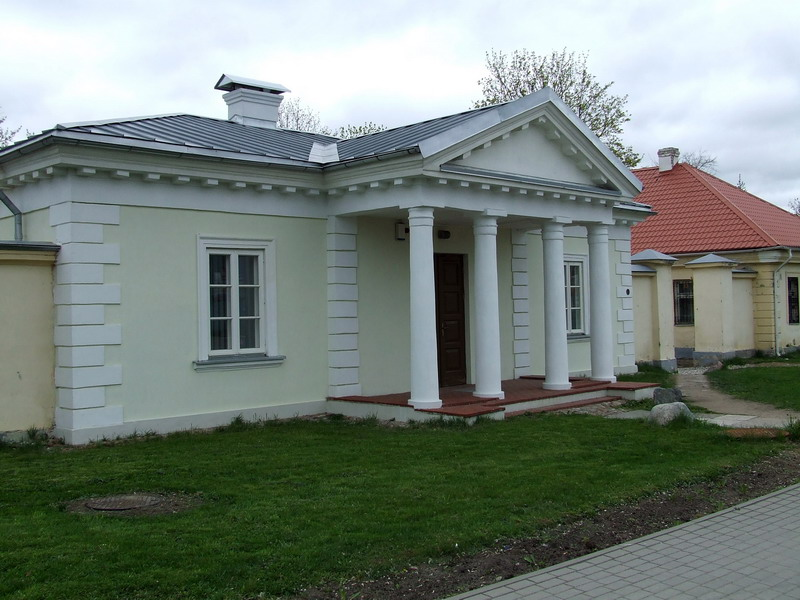
Hauptgebäude

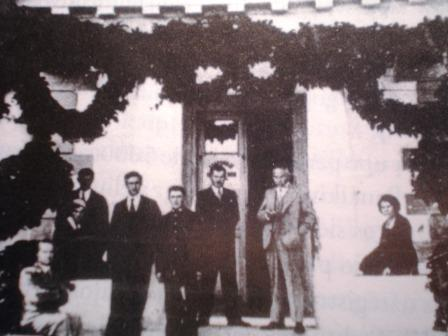
Ältere Aufnahme vom Gebäude

Das Landesmuseum Jonava (lit. Jonavos krašto muziejus) ist ein landeskundliches Museum in Jonava (Litauen). Er befindet sich im Zentrum der Stadt, in der Jonas-Basanavičius-Str. 3.

## Geschichte
Das Museum befindet sich in der ehemaligen Poststation Jonava, erbaut im 19. Jahrhundert.
1987 wurde die Ausstellung „Altes Jonava“ („Senoji Jonava“) im Gebäude des Vorkriegszeitsgymnasiums organisiert. 1989 errichtete das Rat der Rajongemeinde Jonava für neues Museum die Räume (das Haus von B. Garmus), wo das landeskundliche Museum Jonavas am 1. August 1989  offiziell geöffnet wurde. Die Gründerin und derzeitige Leiterin ist Geschichtelehrerin Regina Karaliūnienė (* 1949). Seit 1992 befindet sich das Museum im heutigen Gebäude. Im Museum werden Ausstellungen und andere Veranstaltungen organisiert. Die Exponate bilden Kulturgüter, Photos, Photonegative, Phonothek, Filmothek, Videothek, Plakate,  Philatelie, Numismatik etc.